# Zielony Gil
Zielony Gil (hiszp. Don Gil de las calzas verdes) – dramat Tirsa de Moliny z 1615 roku wykorzystująca wielopiętrowo farsowy wątek przebrania kobiety za mężczyznę.

## Geneza utworu
Sztuka została wystawiona w Toledo w Mesón de la Fruta w lipcu 1615 roku. Drukiem ukazała się w 1635 roku w Madrycie w zbiorze Quarta parte de las comedias del Maestro Tirso de Molina (Czwarta część komedii mistrza Tirsa de Moliny), wydanej przez Lucasa de Ávila, siostrzeńca dramatopisarza.
W języku polskim komedia ukazała się w 1953 i 1976 roku w przekładzie Juliana Tuwima.

## Osoby
| Osoba                | Jej rola w dramacie                                              |
| -------------------- | ---------------------------------------------------------------- |
| Diana de Solis       | zakochana w don Martinie, wyrusza za nim do Madrytu jako don Gil |
| Qintana              | służący Diany                                                    |
| Don Martin de Ortega | syn don Andresa, wysłany przez ojca do Madrytu jako don Gil      |
| Donia Inez           | zakochana w don Ricardzie                                        |
| Don Pedro de Navidas | ojciec doni Inez                                                 |
| Carmanchel           | służący Diany, przebranej za Gila                                |
| Don Andres de Ortega | ojciec don Martina                                               |
| Don Ricardo          | zakochany w doni Inez                                            |
| Donia Klara          | towarzyszka doni Inez                                            |
| Osorio               | sługa don Martina                                                |
| Don Diego de Solis   | ojciec Diany                                                     |
| Don Antonio          | kuzyn Klary                                                      |
| Celio, Fabio, Decio  |                                                                  |

## Czas i miejsce akcji

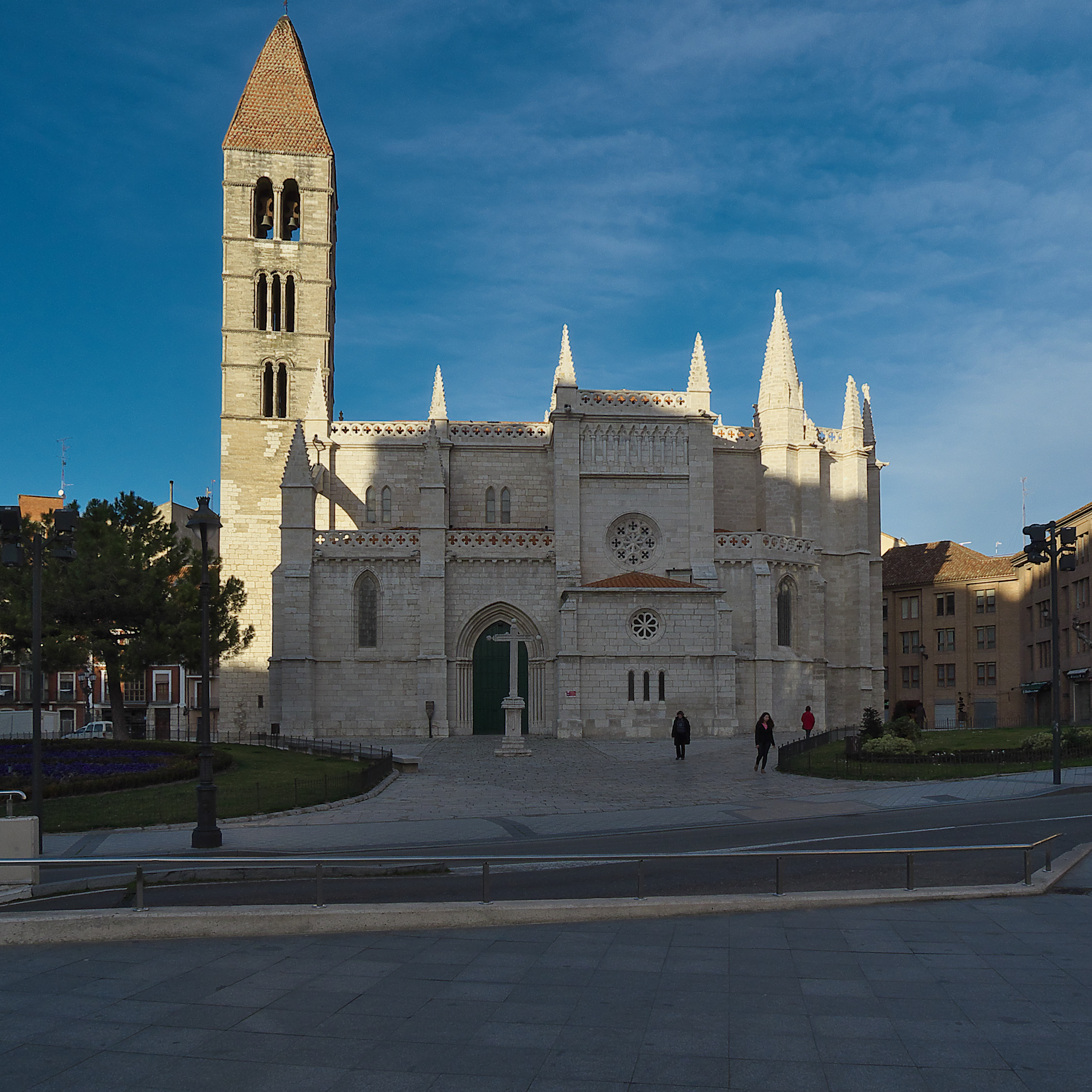
Kościół Santa Maria La Antiqua w Valladolid wzniesiony przez Pedro Ansureza

Akcja komedii rozgrywa się w czerwcu pomiędzy 1607 a 1613 w Madrycie. W tekście znajduje się też wiele nawiązań do Valldaolid, z którego pochodzą Diana i Martin, dokąd wędruje Qintana i skąd w finale sztuki przybywa don Diego.

## Treść

### Akt I
Donia Diana poznaje w drugie święto Wielkanocy na moście Anzures w Valladolid pięknego młodzieńca don Martina de Ortegę. Młodzi przypadają sobie do serca, a don Martin obiecuje dziewczynie, że ją poślubi. Jego ojciec, don Andres jest jednak przeciwny ślubowi syna ze zubożałą szlachcianką i wysyła go do Madrytu jako don Gila de Albornoz, aby go uchronić przed zemstą porzuconej Diany. Don Martin ma tam poślubić donię Inez, córkę don Pedra de Navidas. Diana udaje się za ukochanym do stolicy w męskim przebraniu, również jako Don Gil. Don Martin ma poznać przyszłą żonę, zgodnie z poleceniem jej ojca, wieczorem w książęcym ogrodzie. Don Pedro powiadamia zakochaną w don Ricardzie córkę, że zmienił plany co do jej zamążpójścia i że dziś w ogrodzie pozna swego przyszłego męża, don Gila.
W ogrodzie tymczasem zjawia się Diana z najętym po przybyciu do Madrytu sługą Carmanchelem, który nie wie czy uważać ją za mężczyznę, kobietę czy siłę nieczystą. Donia Inez z miejsca zakochuje się w Dianie, podobnie towarzysząca jej Klara. Zazdrosny Ricardo wyzywa ją na pojedynek. Inez wraca do domu pod urokiem don Gila i informuje ojca, że chce się natychmiast żenić. Don Martin oświadcza się zatem, ale Inez odrzuca go. Nie jest jej zielonym Gilem, którego poznała w ogrodzie.

### Akt II
Wszyscy szukają Gila – zakochane Inez i Klara i zazdrośni Martin i Ricardo, a nawet Carmanchel. Gil jednak zniknął. Diana wynajęła dom obok doni Inez, jako Elwira, zaprzyjaźniła się z rywalką, by móc udaremnić wszelkie intrygi. Wysyła do Martina Qintanę z listem, w którym powiadamia go, że chora z miłości i brzemienna ukryła się w klasztorze San Quirce w Valladolid.Ricardo dyszy zemstą przeciw don Gilowi. Inez nakłania go jednak, by wyzwał na pojedynek drugiego Gila, który aktualnie stanowi większe zagrożenie. Zaniepokojonej o związek łączący ją z don Gilem Inez, Elwira opowiada nieco podkolorowaną własną historięːjest córką don Rodriga de Cazineros z Burgos, którą uwiódł don Miguel de Ribera. Porzuciwszy ją stara się teraz zdobyć donię Inez wraz z posagiem, podszywając się pod don Gila, któremu wykradł list polecający. Połączeni zdradą Miguela Gil i Elwira przybyli do Madrytu. Niestety Gil zakochał się w Elwirze, lecz bez wzajemności z jej strony.
Qintana wręcza Martinowi list od Diany. Martin poruszony wyrzutami sumienia postanawia w ciągu tygodnia zjawić się w Valladolid. Ricardo wyzywa go na pojedynek. Martin jednak nie chce się bić, i tak o wszystkim rozstrzygnie wola Inez. Postanawia przechylić szalę na swoją korzyść. Nie pojedzie do Valladolid. Jego sługa Osorio przynosi mu listy od ojca zawierające przekaz pieniężny i ostrzeżenie przed Dianą, która zniknęła z miasta. Kiedy zabiera się do lektury trzeciego listu, zjawia się Aguilar służący don Pedra i zawiadamia go o wyznaczonych na wieczór zaręczynach. W zamieszaniu Martin upuszcza listy.
Diana, która chce zakończyć intrygę, jako don Gil, informuje Carmanchela, że spędziła noc w ramionach Elwiry i wręcza mu list do niej. Znajduje listy zgubione przez Martina i postanawia wysłać Qintanę po pieniądze, a pozostałe listy pokazać don Pedrowi, by zdyskredytować w jego oczach Martina. Don Pedro nie wierzy w historię Elwiry, opowiedzianą mu przez córkę. Zmienia jednak zdanie, gdy Diana-Gil pokazuje mu listy i postanawia wydać córkę za zielonego Gila. Martina przybywającego na zaręczyny oskarża o podawanie się za Gila, kradzież listu i zdradę przyjaciela i kobiety. Zdezorientowany Martin dowiaduje się, że ktoś w dodatku podjął jego pieniądze.

### Akt III
Qintana informuje Martina, że Diana zmarła w połogu. Martin wmawia sobie, że wyzionęła zielonego ducha, który teraz mści się za popełnione krzywdy. Skoro jednak utracił Dianę, postanawia wzmóc zabiegi o Inez. Carmanchel, chcąc oddać list Elwirze trafia do Inez i opowiada jej, że jego pan spędza całe noce u doni Elwiry. Z listu miłosnego Inez dowiaduje się, że nudzi zielonego Gila. Ogarnięta zazdrością Inez postanawia namówić Ricarda, by zabił Gila zielonego. Oburzona nieczułością Martina Diana wysyła Qintanę z listem do ojca, aby pomścił śmierć zranionej córki (Trudno, gdy nie można prawdą, trzeba podłość kłamstwem łamać). Dianę-Gila spotyka zakochana Klara. Inez podsłuchuje rozmowę, w której Gil wyznaje miłość Klarze. Inez oskarża Gila o zdradę. Diana cieszy się, że Caramnchel wykonał swą robotę. Kiedy Inez w akcie zemsty postanawia wyjść za Miguela-Martina, Diana przyznaje, że jest Elwirą, która pożyczyła strój od Gila, by się przekonać kogo Inez kocha naprawdę Gila czy Miguela. Caramanchel odnajduje u Inez Elwirę, której miał doręczyć list. W Elwirze rozpoznaje Gila i chce rzucić służbę. Elwira obiecuje mu, że Gil zjawi się w ciągu godziny i wszystko wytłumaczy.
Ricardo czeka pod oknami Inez chcąc zabić Gila. Kiedy pod osłoną nocy zjawia się ubrany na zielono Martin, który chce wkraść się w łaski Inez w stroju rywala, Ricardo wyzywa go na pojedynek. Martin bierze go za ducha Diany, woła, że chce wskrzesić Dianę, lecz jeśli duch go nie zostawi ożeni się z Inez. Carmanchel dochodzi do wniosku, że jest sługą ducha. Inez bierze Ricarda za Gila. Tymczasem zjawia się, przebrana za zielonego Gila, Klara, która chce ośmieszyć rywalkę. Ricardo wyzywa Klarę, ta zaś wziąwszy go za Gila, oskarża go, że nie przyszedł na umówioną schadzkę. Pojawia się Diana, jako zielony Gil. Ricardo atakuje Dianę, ale w jej obronie staje Qintana i rani napastnika. Carmanchel postanawia donieść arcybiskupowi o rozmnożeniu się Gilów.
Straż miejska, na polecenie Don Diega, ojca Diany, aresztuje Martina w ubraniu zielonego Gila jako mordercę. Antonio, kuzyn Klary, pyta Martina-Gila czy żeni się z Klarą jak obiecał czy ma skierować sprawę do sądu. Przyjaciele Ricarda rozpoznają w Martinie po stroju mężczyznę, który zranił Ricarda. Martin tłumaczy, że to wszystko uczynił duch Diany. Tymczasem zjawia się żywa Diana, ku radości ojca i tłumaczy mu, że potrzebowała jego pomocy do pomszczenia krzywdy. Martin błaga ją, by go poślubiła. Inez pogodzona z Dianą postanawia wyjść za Ricarda. Klara oddaje swą rękę Antoniowi. Tak kończymy / tę zawiłą maskaradę / ten zielony gilomatias / i wesołą tą giliadę.

## Charakterystyka
W Zielonym Gilu Tirso w zabawny sposób przekształcił farsowy wątek, wykorzystując  w najwyższym stopniu możliwości, jakie dostarczył mu motyw przebrania kobiety za mężczyznę. Sztuka na tle innych utworów dramatopisarza odznacza się znakomitą  konstrukcją. Autor swoim zwyczajem wprowadza widza w środek akcji, Diana, przebrana w męski strój referuje Qintanie dotychczasowy rozwój wypadków i przedstawia mu swe zamiary. Postać głównej bohaterki, która jest spiritus movens całej intrygi, dominuje w sztuce, spychając w cień męskich protagonistów. W świecie w pewien sposób odwróconym pozwala to autorowi uzyskać dla swojej bohaterki wolność działania, której w ramach konwencjonalnej sytuacji społecznej, by nie miała. Autor spogląda na świat i jego przypadki niczym na olbrzymią szachownicę, obserwując z kpiną i pobłażaniem rozgrywane na niej posunięcia. Tirso nie pastwi się nad swoimi bohaterami. Chwiejność i interesowność don Martina, zapamiętanie Diany w doprowadzeniu podłego kochanka do ołtarza zasługują na pobłażanie. Dramatopisarz stara się by widz mógł utożsamić się z racjami każdego z jego bohaterów, niezależnie od jego słabości i grzechów, wspólnych w ujęciu autora wszystkim ludziom.

## Ciekawostki
- Most Anzures, na którym spotkali się Diana i don Martin, nosi nazwę od Pedro Ansúreza, hrabiego Valladolid za panowania Alfonsa V. Towarzyszył władcy na wygnaniu po jego detronizacji w 1071 roku. Po odzyskaniu tronu przez króla, poślubił ok. 1075 roku Doñę Eylo. Oboje małżonkowie są uważani za twórców nowożytnego Valladolid. Po śmierci Alfonsa V w 1109 roku, Ansúrez został wygnany przez królową, z którą znalazł się w konflikcie. Doña Eylo wzniosła pod nieobecność męża most nad Pisuergą, na którym spotykają się bohaterowie komedii.  Kiedy Ansúrez powrócił z wygnania most wydał mu się za wąski i nakazał dobudować do niego drugi[6].
- Kiedy Caramanchel rozważa nad imieniem Gil, stwierdza, że jedyne co przychodzi mu na myśl to brama Teresy Gil w Valladolid. Brama została ufundowana w 1307 roku. O Teresie Gil Antolines z Burgos podaje, że była księżniczką portugalską i bogatą Kastylijką, która ufundowała kilka instytucji religijnych[7].
- O cztery mile na południowy zachód od Madrytu znajdowały się dwie miejscowości Carabanchel (Caravanchel) de Arriba i de Avajo, których nazwy w stolicy wymawiano jako CaramanchelZ jednej z tych miejscowości pochodził zapewne sługa Diany-Gila, jako że ówczesny zwyczaj kazał nadawać służbie imię od miejsca jej urodzenia[8].
- Klasztor San Quirce, w którym schroniła się rzekomo Diana był konwentem bernardynów, wzniesionym pierwotnie poza murami Valladolid za Puente Mayor. Został ufundowany 29 czerwca 1321 roku przez królową Marię de Molina, żonę Sancha del Bravo i matkę Ferdynanda IV Kastylijskiego oraz Teresę Gil. Klasztor ucierpiał w czasie wojny Piotra Okrutnego z Henrykiem z Trastamara. Posiadał kościół w stylu toskańskim ukończony w 1632 roku[9].